# Paraibano (Maranhão)
Paraibano é um município brasileiro do estado do Maranhão. Sua população estimada segundo o censo 2022 do Instituto Brasileiro de Geografia e Estatística (IBGE) é de 18.274 habitantes.

## História

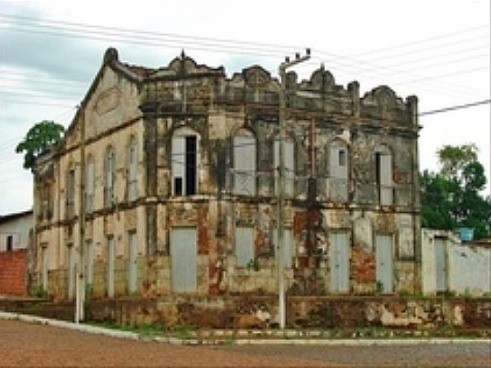
Casarão de Antônio Brito Lira.

Em 1920, o pioneiro Antônio Brito Lira, natural da Paraíba, estabeleceu-se no território onde hoje se localiza o município de Paraibano, acompanhado por sua família. A migração foi motivada pela busca de melhores condições de vida, em razão da seca que assolava sua região de origem. Ao chegar ao local, encontrou José Fernandes, único morador à época, que se declarava proprietário das terras. Posteriormente, Brito Lira adquiriu a gleba e iniciou atividades agrícolas, obtendo significativo sucesso produtivo.
O povoado começou a se desenvolver com a chegada de novos habitantes, impulsionando a construção de residências de telha, a abertura de estabelecimentos comerciais e o crescimento da produção agrícola. A expansão foi tão expressiva que os excedentes passaram a ser exportados para outros estados.
Em 1931, João Brito Lira, filho do fundador, organizou uma feira livre para a comercialização de produtos locais, iniciativa que obteve ampla repercussão e resultados positivos para os produtores. Em 1937, foi erguida a capela dedicada a São Sebastião, padroeiro da localidade. Em 1945, os herdeiros de Antônio Brito Lira construíram um mercado público, para onde a feira foi transferida.
Originalmente denominado Brejo Paraibano, o povoado alcançou desenvolvimento equivalente ao de Pastos Bons, município ao qual pertencia. Em 30 de dezembro de 1952, por meio da Lei Estadual nº 841, foi emancipado, tornando-se o município de Paraibano — uma homenagem a seu fundador, Antônio Brito Lira. Sua área territorial foi desmembrada de Pastos Bons.